# Дробь (математика)
Дробь в арифметике — число, состоящее из одной или нескольких равных частей (долей) единицы.
В математике используется несколько обобщённое определение, различающее два типа дробей.
1. Обыкновенные дроби➤ вида {\displaystyle {\frac {m}{n}}}, где {\displaystyle m} целое, {\displaystyle n} натуральное. В отличие от арифметического определения, такая дробь может иметь знак минус.
2. Запись (не обязательно дробных) чисел в позиционных системах счисления. Наиболее известны десятичные дроби➤, удобные для людей, и двоичные дроби, которые используются для расчётов на компьютерах[2].

В математической записи дроби вида {\displaystyle m/n} или {\displaystyle {\frac {m}{n}}} число перед (над) чертой называется числителем, а число после черты (под чертой) — знаменателем (произведено от слова знаменовать, т. е. ‘обозначать, указывать, каковы доли’). Первый выступает в роли делимого, второй — делителя.
В общей алгебре обыкновенные дроби образуют поле, называемое полем рациональных чисел.

## Виды дробей

### Обыкновенные дроби

Наглядное представление дроби 3/4

Обыкновенная (или простая) дробь — запись числа в виде {\displaystyle {\frac {m}{n}}} или {\displaystyle m/n,} где {\displaystyle m} — целое, а {\displaystyle n} — натуральное число. Горизонтальная [называется винкулум] или косая [солидус] черта обозначает знак деления, в результате которого получается частное. Делимое называется числителем дроби, а делитель — знаменателем.

#### Обозначения обыкновенных дробей
Есть несколько видов записи обыкновенных дробей в печатном виде:
- ½,
- 1/2 (такая наклонная черта называется «слеш»),
- {\displaystyle ^{1}\!/_{2}} (такая наклонная черта называется «солидус»[3]),
- выключная формула: {\displaystyle {\frac {1}{2}}},
- строчная формула: {\displaystyle {\tfrac {1}{2}}}.

#### Правильные и неправильные дроби
Правильной называется дробь, у которой модуль числителя меньше модуля знаменателя. Дробь, у которой модуль числителя больше модуля знаменателя или равен ему, называется неправильной и представляет собой число, по модулю большее или равное единице.
Например, дроби {\displaystyle {\frac {3}{5}}}, {\displaystyle {\frac {7}{8}}} и {\displaystyle {\frac {1}{2}}} — правильные, в то время как {\displaystyle {\frac {5}{3}}}, {\displaystyle {\frac {8}{7}}}, {\displaystyle {\frac {2}{1}}} и {\displaystyle {\frac {1}{1}}} — неправильные. Всякое, отличное от нуля, целое число можно представить в виде неправильной обыкновенной дроби со знаменателем {\displaystyle 1}.

#### Смешанные числа
Число, записанное в виде натурального числа и правильной дроби, называется смешанным числом (или смешанной дробью) и понимается как сумма этого натурального числа и дроби. Любое рациональное число можно записать в виде смешанного числа (с добавлением спереди знака «минус» для отрицательных чисел). В противоположность смешанной дроби, дробь, содержащая лишь числитель и знаменатель, называется простой.
Например, {\displaystyle 2{\frac {3}{7}}=2+{\frac {3}{7}}={\frac {14}{7}}+{\frac {3}{7}}={\frac {17}{7}}}.

#### Составные дроби
Многоэтажной, или составной, дробью называется выражение, содержащее несколько горизонтальных (или реже — наклонных) черт:
{\displaystyle {\frac {1}{2}}{\bigg /}{\frac {1}{3}}} или {\displaystyle {\frac {1/2}{1/3}}} или {\displaystyle {\frac {12{\frac {3}{4}}}{26}}}.
Вообще говоря, знак дроби в таком обобщённом смысле применяется не только для дробей, но и для компактного обозначения деления, причём даже не только целых чисел, но и любых действительных и комплексных чисел, функций, многочленов и тому подобных операндов различных операций деления.

### Десятичные дроби
Десятичной дробью называют позиционную запись дроби, в которой знаменатель не дан в явном виде, но понимается как целое число, степень десяти (напр. 100, 1000 и др). Она выглядит следующим образом (знак {\displaystyle +} вне арифметических выражений обычно опускается):
{\displaystyle \pm a_{1}a_{2}\dots a_{n}{,}b_{1}b_{2}\dots }
Часть записи, которая стоит до запятой, в случае неотрицательной дроби является целой частью числа (дроби), а стоящая после запятой — дробной частью. Всякую обыкновенную дробь можно преобразовать в десятичную, которая в этом случае либо имеет конечное число знаков после запятой, либо является периодической дробью.
Пример: десятичная дробь {\displaystyle 3{,}1415926} в формате обыкновенной дроби равна {\displaystyle {\frac {31415926}{10000000}}}.
Десятичные дроби с бесконечным числом цифр справа от десятичного разделителя представляют собой бесконечный ряд. Например, 1/3 = 0,333… представляет собой бесконечный ряд 3/10 + 3/100 + 3/1000 + …
Десятичные дроби также могут быть выражены в экспоненциальном представлении с отрицательными показателями, например запись 6,023 × 10−7, означает 0,0000006023 (умножение на {\displaystyle 10^{-7}}, или, что то же, деление на {\displaystyle 10^{7},} перемещает знак запятой на 7 разрядов влево).
Другой вид дроби представляет собой процент (лат. Pro Centum — «на сто»), представленный символом %, в которой подразумеваемый знаменатель всегда равен 100. Таким образом, 51 % означает 51/100. Проценты больше 100 или меньше нуля обрабатываются таким же образом, например, 311 % равняется 311/100, а −27 % равняется −27/100.
Схожее понятие промилле или частей на тысячу подразумевает знаменатель 1000. Распространенным обозначением частей на миллион является (англ. parts per million — ppm), Например 75 ppm, означает, что пропорция составляет 75 / 1000000.
| Международное обозначение | Русское           | Система СИ |
| ------------------------- | ----------------- | ---------- |
| ppm                       | млн−1; 1:106      | микро (мк) |
| ppb                       | млрд−1; 1:109     | нано (н)   |
| ppt                       | трлн−1; 1:1012    | пико (п)   |
| ppquad                    | квадрлн−1; 1:1015 | фемто (ф)  |

Вообще говоря, для позиционной записи числа́ можно использовать не только десятичную систему счисления, но и другие (в том числе и специфические, такие, как фибоначчиева).

## Значение дроби и основное свойство дроби
Дробь является всего лишь записью числа. Одному и тому же числу могут соответствовать разные дроби, как обыкновенные, так и десятичные.
Если умножить числитель и знаменатель дроби на одинаковую величину:
{\displaystyle {\frac {P}{R}}={\frac {C\cdot P}{C\cdot R}}}
то значение дроби останется прежним, хотя дроби — разные.
Например:
{\displaystyle {\frac {3}{4}}={\frac {9}{12}}={\frac {12}{16}}}
И обратно, если числитель и знаменатель заданной дроби имеют общий делитель, то обе части можно разделить на него; такая операция называется сокращением дроби. Пример:
{\displaystyle {\frac {12}{16}}={\frac {12:4}{16:4}}={\frac {3}{4}}} — здесь числитель и знаменатель дроби сократили на общий делитель {\displaystyle 4}.
Несократимой называется дробь, числитель и знаменатель которой взаимно просты, то есть не имеют общих делителей, кроме {\displaystyle \pm 1.}
Для десятичной дроби запись почти всегда однозначна, кроме случаев окончания записи бесконечной последовательностью либо только нулей (которые можно опустить), либо только девяток. Например:
{\displaystyle 0,\!999...=1} — две разные записи дроби соответствуют одному числу;
{\displaystyle 2,\!13999...=2,\!14}.

## Действия с дробями
В этом разделе рассматриваются действия над обыкновенными дробями. О действиях над десятичными дробями см. Десятичная дробь.

### Приведение к общему знаменателю
Для сравнения, сложения и вычитания дробей их следует преобразовать (привести) к виду с одним и тем же знаменателем. Пусть даны две дроби: {\displaystyle {\frac {a}{b}}} и {\displaystyle {\frac {c}{d}}}. Порядок действий:
- Находим наименьшее общее кратное знаменателей: {\displaystyle M=[b,d]}.
- Умножаем числитель и знаменатель первой дроби на {\displaystyle M/b}.
- Умножаем числитель и знаменатель второй дроби на {\displaystyle M/d}.

После этого знаменатели обеих дробей совпадают (равны {\displaystyle M}). Вместо наименьшего общего кратного можно в простых случаях взять в качестве {\displaystyle M} любое другое общее кратное, например, произведение знаменателей. Пример см. ниже в разделе Сравнение.

### Сравнение
Чтобы сравнить две обыкновенные дроби, следует привести их к общему знаменателю и сравнить числители получившихся дробей. Дробь с бо́льшим числителем будет больше.
Пример. Сравниваем {\displaystyle {\frac {3}{4}}} и {\displaystyle {\frac {4}{5}}}. {\displaystyle \mathrm {HOK} (4,5)=20}. Приводим дроби к знаменателю {\displaystyle 20}.
{\displaystyle {\frac {3}{4}}={\frac {15}{20}};\quad {\frac {4}{5}}={\frac {16}{20}}}
Следовательно, {\displaystyle {\frac {3}{4}}<{\frac {4}{5}}}.
Другой способ. Сравним дополнения дробей {\displaystyle {\dfrac {3}{4}}} и {\displaystyle {\dfrac {4}{5}}} до единицы, то есть сравним {\displaystyle {\dfrac {1}{4}}} и {\displaystyle {\dfrac {1}{5}}}. Поскольку {\displaystyle {\dfrac {1}{4}}>{\dfrac {1}{5}}}, так как {\displaystyle 4<5}, выводим, что {\displaystyle {\dfrac {3}{4}}<{\dfrac {4}{5}}}.

### Сложение и вычитание
Сумма обыкновенных дробей с одинаковым знаменателем есть дробь с тем же знаменателем и с числителем, равным сумме числителей данных дробей.
Чтобы сложить две обыкновенные дроби, следует привести их к общему знаменателю. Затем сложить числители, а знаменатель оставить без изменений:
Пример 1: {\displaystyle \quad {\frac {1}{2}}} + {\displaystyle {\frac {1}{3}}} = {\displaystyle {\frac {3}{6}}} + {\displaystyle {\frac {2}{6}}} = {\displaystyle {\frac {5}{6}}}
НОК знаменателей (здесь {\displaystyle 2} и {\displaystyle 3}) равно {\displaystyle 6}.
Приводим дробь {\displaystyle {\frac {1}{2}}} к знаменателю {\displaystyle 6}, для этого числитель и знаменатель надо умножить на {\displaystyle 3}. 
 Получилось {\displaystyle {\frac {3}{6}}}.
Приводим дробь {\displaystyle {\frac {1}{3}}} к тому же знаменателю, для этого числитель и знаменатель надо умножить на {\displaystyle 2}. Получилось {\displaystyle {\frac {2}{6}}}.

Чтобы получить разность дробей, их также надо привести к общему знаменателю, а затем вычесть числители, знаменатель при этом оставить без изменений:

{\displaystyle {\frac {1}{2}}} — {\displaystyle {\frac {1}{4}}} = {\displaystyle {\frac {2}{4}}} — {\displaystyle {\frac {1}{4}}} = {\displaystyle {\frac {1}{4}}}
НОК знаменателей (здесь {\displaystyle 2} и {\displaystyle 4}) равно {\displaystyle 4}. Приводим дробь {\displaystyle {\frac {1}{2}}} к знаменателю {\displaystyle 4}, для этого надо числитель и знаменатель умножить на {\displaystyle 2}. Получаем {\displaystyle {\frac {2}{4}}}.
Пример 2: {\displaystyle \quad {\frac {3}{5}}+{\frac {2}{7}}={\frac {3\cdot 7}{5\cdot 7}}+{\frac {2\cdot 5}{7\cdot 5}}={\frac {21}{35}}+{\frac {10}{35}}={\frac {31}{35}}}

### Умножение и деление
Чтобы умножить две обыкновенные дроби, нужно перемножить их числители и знаменатели:
{\displaystyle {\frac {a}{b}}\cdot {\frac {c}{d}}={\frac {ac}{bd}}.}
В частности, чтобы умножить дробь на натуральное число, надо числитель умножить на число, а знаменатель оставить тем же:
{\displaystyle {\frac {2}{3}}\cdot 3={\frac {6}{3}}=2}
В общем случае, числитель и знаменатель результирующей дроби могут не быть взаимно простыми, и может потребоваться сокращение дроби, например:
{\displaystyle {\frac {5}{8}}\cdot {\frac {2}{5}}={\frac {10}{40}}={\frac {1}{4}}.}
Определим обратную дробь для дроби {\displaystyle {\frac {a}{b}}} как дробь {\displaystyle {\frac {b}{a}}} (здесь {\displaystyle a,b\neq 0}). Тогда, согласно определению умножения, произведение дроби на обратную к ней равно 1:
{\displaystyle {\frac {a}{b}}\cdot {\frac {b}{a}}={\frac {ab}{ab}}=1}
Чтобы поделить одну обыкновенную дробь на другую, нужно умножить первую дробь на дробь, обратную второй:
{\displaystyle {\frac {a}{b}}:{\frac {c}{d}}={\frac {a}{b}}\cdot {\frac {d}{c}}={\frac {ad}{bc}},\quad b,c,d\neq 0.}
Например:
{\displaystyle {\frac {1}{2}}:{\frac {1}{3}}={\frac {1}{2}}\cdot {\frac {3}{1}}={\frac {3}{2}}.}

### Возведение в степень и извлечение корня
Чтобы возвести дробь в степень, необходимо возвести её числитель и знаменатель в эту же степень:
{\displaystyle \left({\frac {a}{b}}\right)^{n}={\frac {a^{n}}{b^{n}}},b\neq 0.}
Пример:
{\displaystyle \left({\frac {2}{3}}\right)^{3}={\frac {2^{3}}{3^{3}}}={\frac {8}{27}}}
Чтобы извлечь корень из дроби, необходимо извлечь соответствующий корень из числителя и знаменателя:
{\displaystyle {\sqrt[{n}]{\frac {a}{b}}}={\frac {\sqrt[{n}]{a}}{\sqrt[{n}]{b}}},b\neq 0.}
Пример:
{\displaystyle {\sqrt[{3}]{\frac {64}{125}}}={\frac {\sqrt[{3}]{64}}{\sqrt[{3}]{125}}}={\frac {4}{5}}.}

### Преобразование между разными форматами записи
Чтобы преобразовать обыкновенную дробь в дробь десятичную, следует разделить числитель на знаменатель. Результат может иметь конечное число десятичных знаков, но может быть и бесконечной периодической дробью. Примеры:
{\displaystyle {\frac {1}{2}}={\frac {5}{10}}=0{,}5}
{\displaystyle {\frac {1}{7}}=0{,}142857142857142857\dots =0{,}(142857)} — бесконечно повторяющийся период принято записывать в круглых скобках.
Чтобы преобразовать десятичную дробь с конечным числом десятичных знаков в дробь обыкновенную, следует представить её дробную часть в виде натурального числа, делённого на соответствующую степень 10. Затем к результату приписывается целая часть со знаком, формируя смешанную дробь. Пример:
{\displaystyle 71{,}1475=71+{\frac {1475}{10000}}=71{\frac {1475}{10000}}=71{\frac {59}{400}}}
Бесконечная десятичная дробь, вообще говоря, не может быть точно представлена как обыкновенная. Исключением являются периодические десятичные дроби, для которых такое представление всегда возможно.
Пример (см. также Преобразование периодической десятичной дроби в обыкновенную). Преобразуем периодическую дробь {\displaystyle 1{,}3(142857)=1{,}3\ 142857\ 142857\ 142857\dots } в обыкновенную дробь. {\displaystyle 1{,}3(142857)=1{,}3+0{,}1\cdot 0{,}(142857).} Обозначим {\displaystyle x=0{,}(142857)}, тогда {\displaystyle 1000000\cdot x=142857+x,} откуда: {\displaystyle 999999x=142857,} или: {\displaystyle x={\frac {142857}{999999}}={\frac {1}{7}}.} В итоге получаем: {\displaystyle 1{,}3(142857)=1{,}3+0{,}1x=1{,}3+0{,}1\cdot {\frac {1}{7}}.={\frac {13}{10}}+{\frac {1}{70}}={\frac {92}{70}}=1{\frac {11}{35}}.}

## История и этимология термина
Русский термин дробь, как и его аналоги в других языках, происходит от лат. fractura, который, в свою очередь, является переводом арабского термина с тем же значением: ломать, раздроблять. Фундамент теории обыкновенных дробей заложили греческие и индийские математики. Марокканский учёный аль-Хасар впервые использовал современное символьное обозначение с горизонтальной чертой. Через арабов термин, в переводе на латинский, перешёл в Европу, он упоминается уже у Фибоначчи (1202 год). Слова числитель и знаменатель ввёл в оборот греческий математик Максим Плануд.
Дроби вычислялись ещё в Древнем Египте. До наших дней сохранились математические источники о египетских дробях: Математический папирус Ринда (ок. 1650 год до н. э.), Египетский математический кожаный свиток (XVII век до н. э.), Московский математический папирус (ок. 1850 год до н. э.), Деревянная табличка из Ахмима (ок. 1950 год до н. э.).
В Китае обыкновенные дроби встречаются в труде «Математика в девяти книгах» (X—II в до н. э.), отредактированной во II в до н. э. финансовым чиновником Чжан Цаном . Десятичные дроби впервые встречаются в Китае примерно с III века н. э. при вычислениях на счётной доске (суаньпань). В письменных источниках десятичные дроби ещё некоторое время изображали в традиционном (не позиционном) формате, но постепенно позиционная система вытеснила традиционную. 
Персидский математик и астроном Джамшид Гияс-ад-дин аль-Каши (1380—1429) в трактате «Ключ арифметики» (1427 г.) объявил себя изобретателем десятичных дробей, хотя они встречались уже в трудах аль-Уклидиси, жившего на пять веков раньше.
Поначалу европейские математики оперировали только с обыкновенными дробями, а в астрономии — с шестидесятеричными. Современное обозначение обыкновенных дробей происходит из Древней Индии — вначале его позаимствовали арабы, а затем, в XII-XVI веках, — европейцы. Вначале в дробях не использовалась дробная черта: числа {\displaystyle {\tfrac {1}{4}},2{\tfrac {1}{5}}} записывались таким способом: {\displaystyle {\begin{smallmatrix}1\\4\end{smallmatrix}},{\begin{smallmatrix}2\\\mathrm {I} \\5\end{smallmatrix}}.} Использование черты дроби стало постоянным лишь около 300 лет назад. В Европе первым учёным, который использовал и распространял индийскую систему счёта (известную как «арабские цифры»), в том числе способ записи дробей, стал итальянский купец, путешественник, сын городского писаря — Фибоначчи (Леонардо Пизанский). Полноценная теория обыкновенных дробей и действий с ними сложилась в XVI веке (Тарталья, Клавиус).
В Европе первые десятичные дроби ввёл Иммануил Бонфис около 1350 года, но широкое распространение они получили только после появления сочинения Симона Стевина «Десятая» (1585). Стевин записывал десятичные дроби сложными способами: например, число 42,53 записывалось как {\displaystyle {\overset {\underset {0}{}}{4}}2~{\overset {\underset {1}{}}{5}}~{\overset {\underset {2}{}}{3}}} или 42 ⓪ 5 ① 3 ②, где 0 в круге или над строкой означал целую часть, 1 — десятые, 2 — сотые, и так далее. Запятую для отделения целой части стали использовать с XVII века.
На Руси дроби называли долями. В первых российских учебниках математики — в XVII веке — дроби назывались ломаными числами. Термин дробь, как аналог латинского fractura, используется в «Арифметике» Магницкого (1703) как для обыкновенных, так и для десятичных дробей.

## Обобщения
- Кольцо частных
- Рациональная функция — дробь, составленная из многочленов.